# Uveítis
La uveítis es la inflamación de la úvea, lámina intermedia del ojo situada entre la esclerótica y la retina. La úvea aporta la mayor parte del suministro sanguíneo a la retina, está pigmentada, y consta de tres estructuras: el iris, el cuerpo ciliar y la coroides.
La uveítis es una de las causas del ojo rojo. Suele acompañarse de disminución de la agudeza visual, de curso lento y progresivo y dolor. No produce secreciones externas lo que la distingue de otras causas de ojo rojo, como la blefaritis, conjuntivitis y el chalazión. 

## Causas
Puede estar originada por enfermedades sistémicas, toxinas, traumatismos oculares y otras causas, aunque en muchos casos se desconoce la etiología.

### Enfermedades causantes
- Artritis reumatoide
- Enfermedad celíaca no diagnosticada[2][3]
- Brucelosis
- Herpes simple
- Herpes zóster
- Enfermedad de Behçet
- Sarampión
- Rubéola
- Enfermedad de Kawasaki
- Enfermedad de Eales
- Síndrome de Vogt-Koyanagi-Harada
- Enfermedad de Lyme
- Esclerosis múltiple
- Espondilitis anquilosante
- Leptospirosis
- Lupus eritematoso sistémico
- Sarcoidosis
- Sífilis
- Sida
- Toxocariasis
- Toxoplasmosis ocular
- Tuberculosis ocular
- Colitis ulcerosa
- Cisticercosis ocular
- Artritis reactiva
- Síndrome TINU - Nefritis Túbulointersticial y Uveítis

### Síndromes enmascarados
Muy variados, entre ellos:
- Cuerpo extraño ocular
- Leucemia
- Linfoma
- Melanoma
- Retinoblastoma
- Retinosis pigmentaria
- Glaucoma

## Clasificación
Se suele clasificar en cuatro tipos:
- Anterior o iridociclitis por afectar primordialmente al iris y cuerpo ciliar. Es la más frecuente, entre el 70 y 90 por ciento de las uveítis. Es una inflamación del iris del ojo, córnea y cuerpo ciliar,[4] provocada a veces por una enfermedad autoinmune como la artritis reumatoide o la espondilitis anquilosante, aunque en la mayoría de los casos su causa es   desconocida.[1] Cursa con ojo rojo, conjuntiva irritada, dolor y pérdida de visión parcial.

- Intermedia o pars planitis. Es la inflamación de la pars plana, área estrecha ubicada entre el iris y la coroides. Generalmente es un proceso leve que afecta a los hombres jóvenes y no se asocia a ninguna otra enfermedad. Es posible que haya una asociación con la enfermedad de Crohn y con la esclerosis múltiple. A veces se complican produciendo hemorragias o depósitos de material inflamado en la pars plana.[1]

- Posterior. Es la inflamación de la coroides o coroiditis. Si se afecta también la retina se llama coriorretinitis. Puede producir pérdida de visión de intensidad variable, dependiendo del tamaño y la localización de la cicatrización. Si se afecta la parte central de la retina, denominada mácula, la visión central se deteriora.

- Panuveítis: se ve afectada toda la úvea, es decir, los segmentos anteriores y posteriores del interior del ojo.[4]

## Cuadro clínico
- Ojo rojo
- Visión borrosa o disminución de la agudeza visual
- Sensibilidad a la luz (fotofobia)
- Manchas que flotan
- Dolor moderado a intenso

### Complicaciones
La uveítis, especialmente sus formas crónicas y no tratadas se ven asociadas con una alta incidencia de complicaciones que ponen en riesgo la visión, tales como:
- Cataratas
- Desprendimiento de retina
- Glaucoma
- Hemorragias intraoculares
- Líquido en la retina (edema macular quístico)
- Pérdida de visión

## Tratamiento
El tratamiento en uveítis anterior primaria consta del uso de corticoides más atropina.
El tratamiento es muy variable, dependiendo de la causa, el tiempo de evolución y la gravedad de la afección.
En los casos en los que está asociada a la enfermedad celíaca no diagnosticada la dieta sin gluten permite la mejoría de la uveítis.